# Jean-Antoine-Marie Idrac
Jean-Antoine-Marie Idrac (Toulouse, 1849 - París, 1884) es un escultor francés. 

## Biografía
Alumno de Alexandre Falguière y de Jules Cavelier, en 1873 ganó el Primer Gran Premio de Roma con la escultura en relieve titulada Philoctète ramené au camp des Grecs par Ulises et Néoptolème est soigné par Machaon (Filoctete rescatado del campo de los griegos por Ulises y Neoptólemo es curado por Macaon).
Idrac falleció prematuramente poco después de su regreso de Roma, dejando inacabada la estatua del preboste de los mercaderes de París, Etienne Marcel, un trabajo que será completado por el escultor Laurent Marqueste.
Fue enterrado en el cementerio del Père-Lachaise, en París (74.ª División)

## Obras

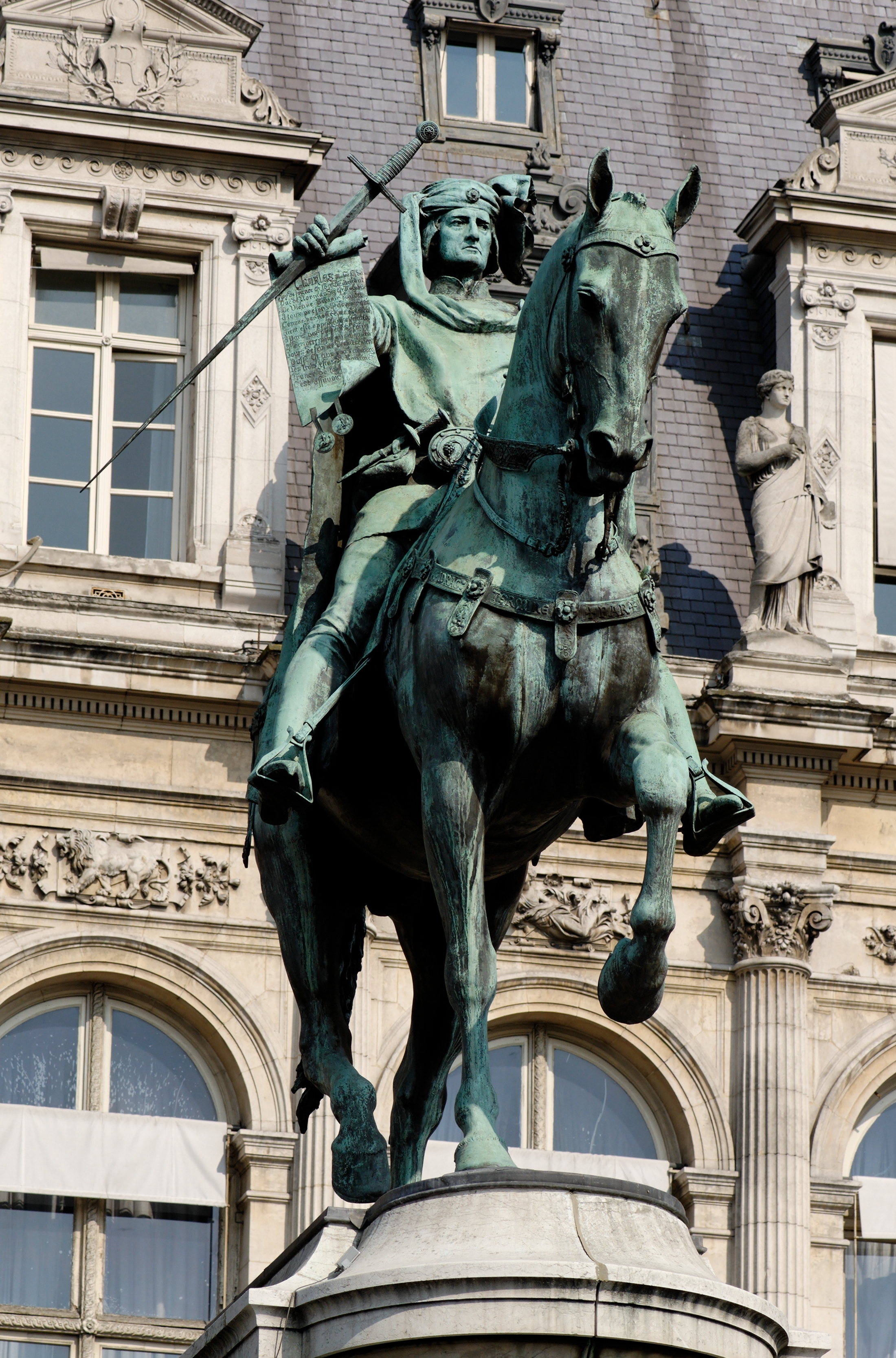
Estatua ecuestre de Étienne Marcel, París.

La mayoría de las esculturas creadas por Idrac abordan temas mitológicos.
- L'Amour piqué (salón de 1877), yeso.
- Mercurio invantant le caducée (Mercurio inventando el Caduceo)(1879),  estatua, mármol, París, museo de Orsay.
- Étienne Marcel (1880 - 1882), estatua ecuestre, bronce junto al Ayuntamiento de París (Ver imagen).
- Salambó (salón de 1881), yeso, Toulouse, museo de los Agustinos, escultura inspirada en una novela de Gustave Flaubert.
- Salambó (salón de 1882), mármol, adquirido por el estado, escultura inspirada en una novela de Gustave Flaubert.
- L'Amour piqué (salón de 1882), mármol, adquirido por el estado, París, museo de Orsay.
- Le Toast, París, museo del Petit Palais.

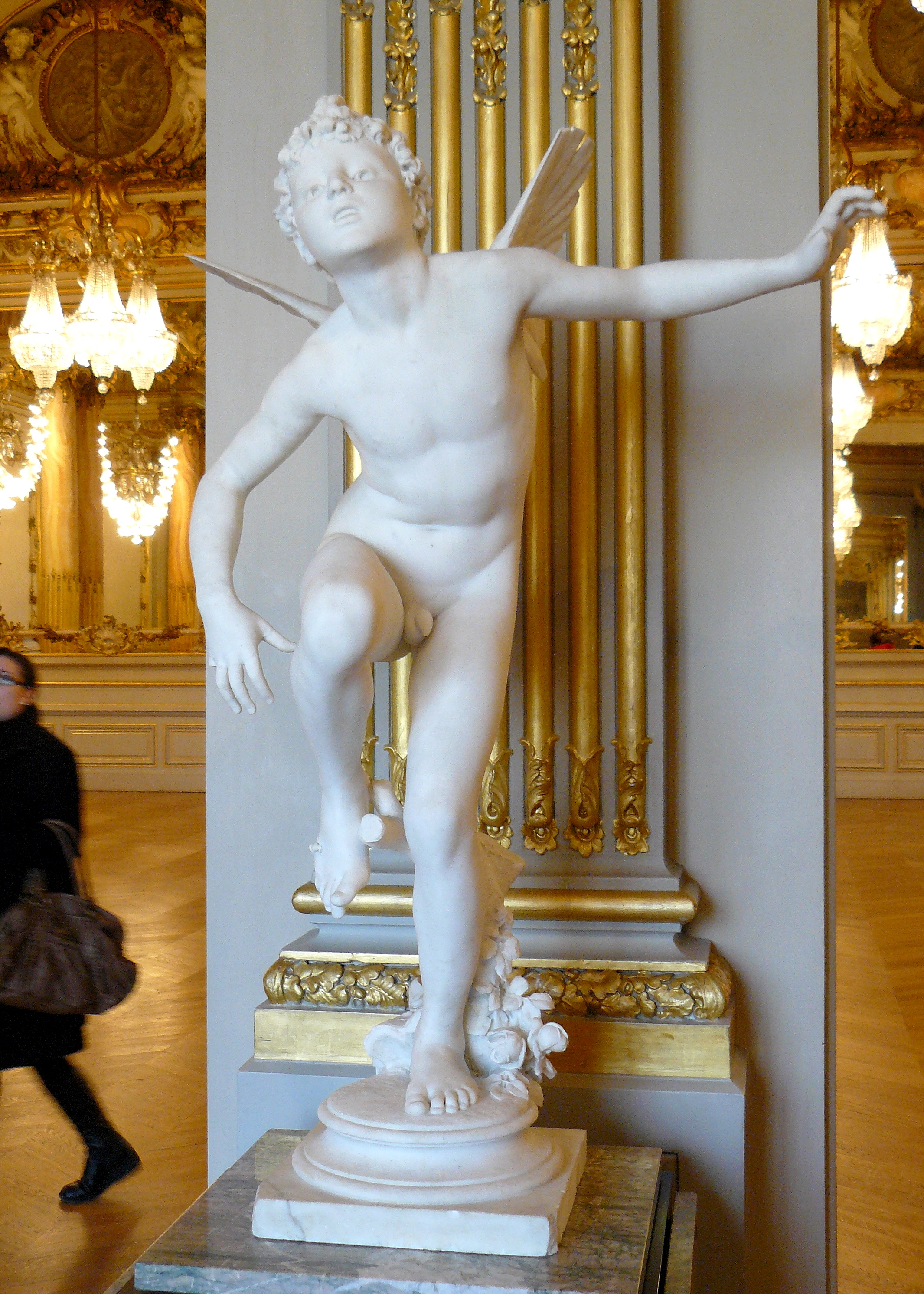
Amour piqué en el Museo de Orsay
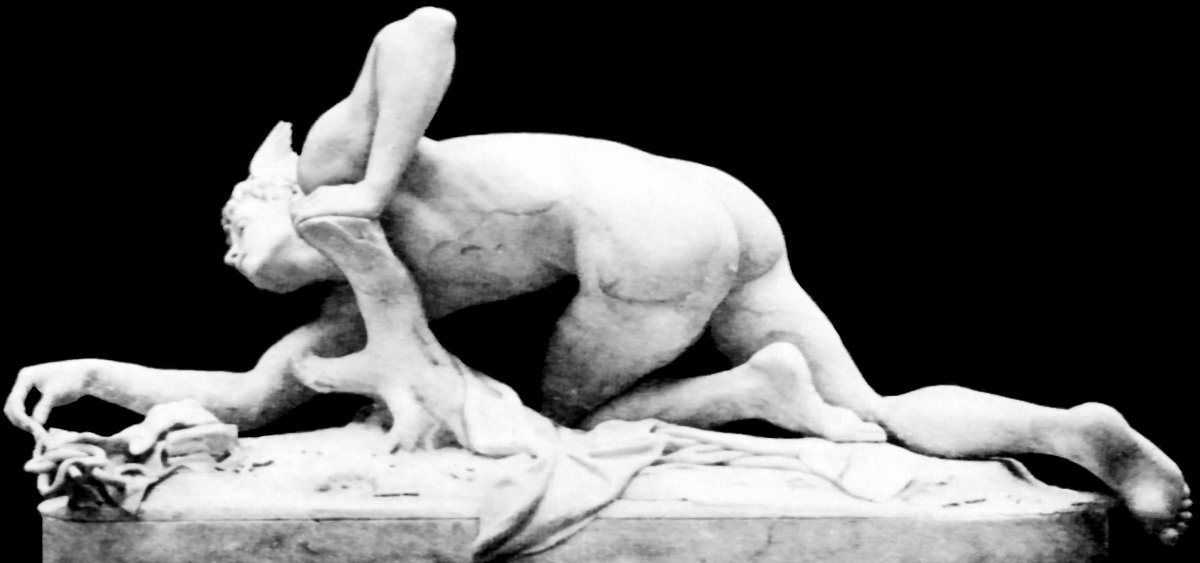
Mercurio inventando el Caduceo
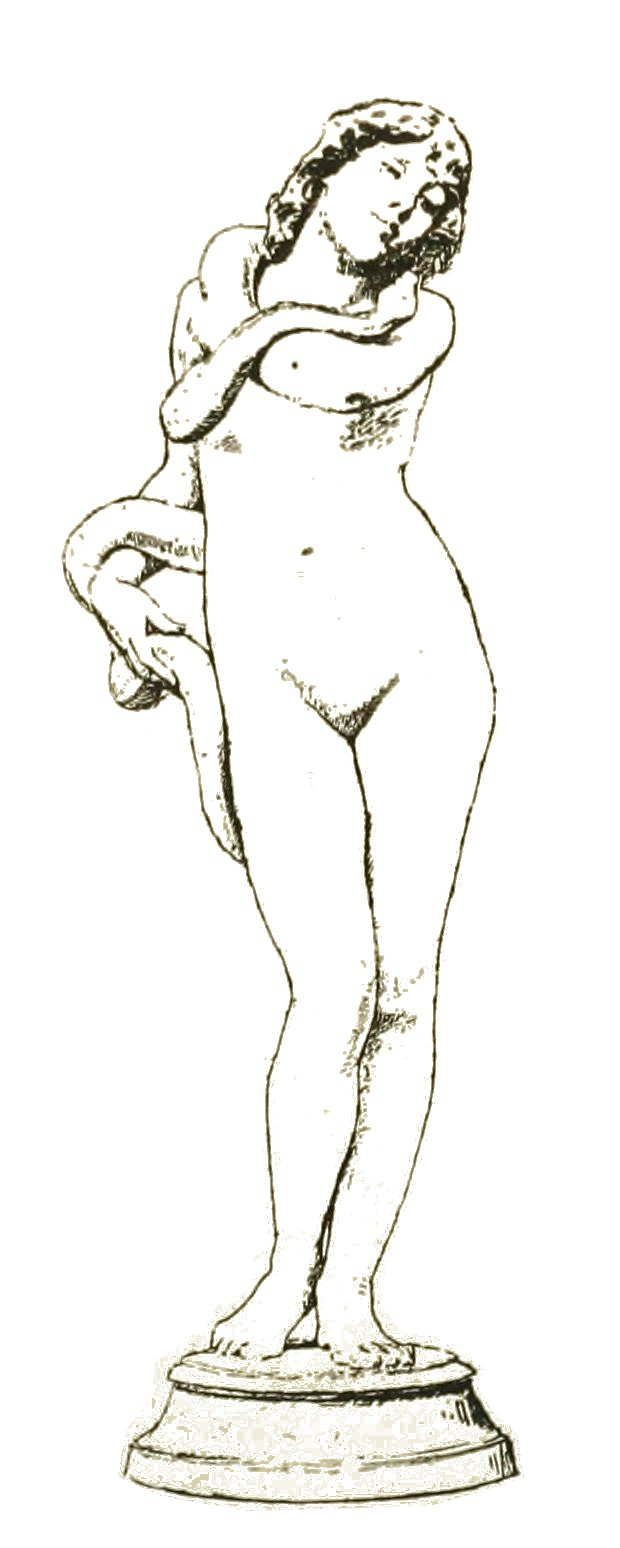
Salambo, Salón de 1880

(pinchar sobre la imagen para agrandar) 

## Recursos
- Emmanuel Schwartz, Les Sculptures de l'École des Beaux-Arts de Paris. Histoire, doctrines, catalogue, École nationale supérieure des Beaux-Arts, París, 2003, p. 164.
- 'Dictionnaire Historique du cimetière du Père-Lachaise XVIIIème et XIXème siècles' - Domenico Gabrielli - Ed. de l'Amateur - 2002